# Mabel Fonseca Ramírez
Mabel Fonseca Ramírez (Guantánamo, 8 de mayo de 1972) es una deportista puertorriqueña de origen cubano que compitió en judo y en lucha libre.
Como judoka ganó una medalla de oro en los Juegos Panamericanos de 1991, y una medalla de oro en el Campeonato Panamericano de Judo de 1990.
En lucha obtuvo una medalla en el Campeonato Mundial de 2002, y cinco medallas en el Campeonato Panamericano entre los años 2000 y 2007. En los Juegos Panamericanos consiguió dos medallas en los años 2003 y 2007.

## Palmarés internacional
| Representando a Cuba    |                     |                |           |
| Juegos Panamericanos    |                     |                |           |
| Año                     | Lugar               | Medalla        | Categoría |
| 1991                    | La Habana (Cuba)    | Medalla de oro | –45 kg    |
| Campeonato Panamericano |                     |                |           |
| Año                     | Lugar               | Medalla        | Categoría |
| 1990                    | Caracas (Venezuela) | Medalla de oro | –45 kg    |

| Representando a Puerto Rico |                                  |                   |           |
| Campeonato Mundial          |                                  |                   |           |
| Año                         | Lugar                            | Medalla           | Categoría |
| 2002                        | Chalkida (Grecia)                | Medalla de bronce | 59 kg     |
| Juegos Panamericanos        |                                  |                   |           |
| Año                         | Lugar                            | Medalla           | Categoría |
| 2003                        | Santo Domingo ( Rep. Dominicana) | Medalla de bronce | 63 kg     |
| 2007                        | Río de Janeiro (Brasil)          | Medalla de bronce | 63 kg     |
| Campeonato Panamericano     |                                  |                   |           |
| Año                         | Lugar                            | Medalla           | Categoría |
| 2000                        | Cali (Colombia)                  | Medalla de plata  | 56 kg     |
| 2001                        | Santo Domingo ( Rep. Dominicana) | Medalla de oro    | 62 kg     |
| 2002                        | Maracaibo (Venezuela)            | Medalla de oro    | 59 kg     |
| 2003                        | Ciudad de Guatemala (Guatemala)  | Medalla de bronce | 63 kg     |
| 2007                        | San Salvador (El Salvador)       | Medalla de bronce | 63 kg     |